# Biffarius ceramicus
Biffarius ceramicus is een tienpotigensoort uit de familie van de Callianassidae. De wetenschappelijke naam van de soort is voor het eerst geldig gepubliceerd in 1906 door Fulton & Grant.